# Alvéola
As alvéolas são aves passeriformes, classificadas no género Motacilla da família Motacillidae. O grupo inclui doze espécies com distribuição no Velho Mundo.

## Descrição
Este pássaro é também conhecido como Labandeira, Lavadeira, Lavandisca, Lavandeira, Alveliço, Alvela, Alvéloa, Arvela, Arvéloa, Arvéola, Avoeira, Boieira, Blandisca, pastorinha e galinha-de-Nossa-Senhora.
As alvéolas são aves de pequeno porte, com um comprimento que ronda os 19,5 centímetros, de constituição delgada. O bico é alongado e fino, próprio para uma alimentação à base de insectos. A cauda longa é agitada de um lado para o outro quando a alvéola está em repouso. As patas são relativamente longas e terminam em dedos com garras compridas. A plumagem é geralmente branca, negra e/ou cinzenta, mas algumas espécies podem ser mais coloridas, apresentando tons de amarelo.
As cores do macho e da fêmea são muito parecidas entre si, sendo que no entanto a cor cinzenta do dorso da fêmea geralmente penetra pelo preto da coroa.
A época de acasalamento desta espécie ocorre no fim do Inverno. A fêmea constrói um ninho em qualquer concavidade, seja um buraco de um muro, as raízes de uma árvore, a cavidade de um tronco de árvore, um local abrigado de um telhado. A postura ronda geralmente cinco a seis ovos que são incubados pela fêmea por cerca de duas semanas. Os juvenis saem do ninho duas ou três semanas depois, geralmente já durante a Primavera.
As Labandeiras do Norte da Europa migram no Inverno para zonas do continente africano e para o sul do continente Europeu. A alvéola-branca-britânica é uma subespécie. O macho surge com o dorso preto. Parecidos com a alvéola-branca são a alvéola-cinzenta (Motacilla cinerea) de peito amarelo, cauda negra e dorso cinzento e a alvéola-amarela que tem as regiões inferiores de cor amarela e o dorso esverdeado.
Este pássaro encontra-se espalhado por quase todo o mundo com particular destaque para a Europa, Ásia e África. Surge em Portugal na Beira Baixa, Beira Litoral, Estremadura, Ribatejo, Alentejo e Algarve, no arquipélago da Madeira e em todas as ilhas dos Açores.
Pode ser avistada em campos abertos, prados, margens fluviais e lacustres e no caso das ilhas surge frequentemente à beira-mar, com mais frequência no Verão enquanto no Inverno tem tendência a se deslocar mais para as Serras.

## Espécies
- Motacilla tschutschensis[1]
- Alvéola-branca, Motacilla alba
- Alvéola-do-japão, Motacilla grandis
- Motacilla maderaspatensis
- Alvéola-preta-e-branca, Motacilla aguimp
- Motacilla samveasnae
- Alvéola-do-cabo ou oquicecenebanene, Motacilla capensis
- Motacilla flaviventris
- Alvéola-citrina, Motacilla citreola
- Alvéola-amarela, Motacilla flava
- Alvéola-cinzenta, Motacilla cinerea
- Alvéola-rabilonga, Motacilla clara